# Kąty (powiat polkowicki)
Kąty – osada leśna w Polsce położona w województwie dolnośląskim, w powiecie polkowickim, w gminie Chocianów.
W latach 1975–1998 miejscowość należała administracyjnie do województwa legnickiego.